# Eleutherodactylus jaumei
Espèce
Statut de conservation UICN

 CR B1ab(iii) : 
En danger critique
Eleutherodactylus jaumei est une espèce d'amphibiens de la famille des Eleutherodactylidae.

## Répartition
Cette espèce est endémique de la province de Santiago de Cuba à Cuba. Elle se rencontre de 300 à 950 m d'altitude sur le versant Sud de la Sierra Maestra.

## Étymologie
Cette espèce est nommée en l'honneur de Miguel Luis Jaume García (1905-1990).

## Publication originale
- Estrada & Alonso, 1997 : Nueva especie del grupo limbatus (Leptodactylidae: Eleutherodactylus) de la región oriental de Cuba Caribbean Journal of Science, vol. 33, no 1/2, p. 41-44 (texte intégral).